# Brian Sternberg

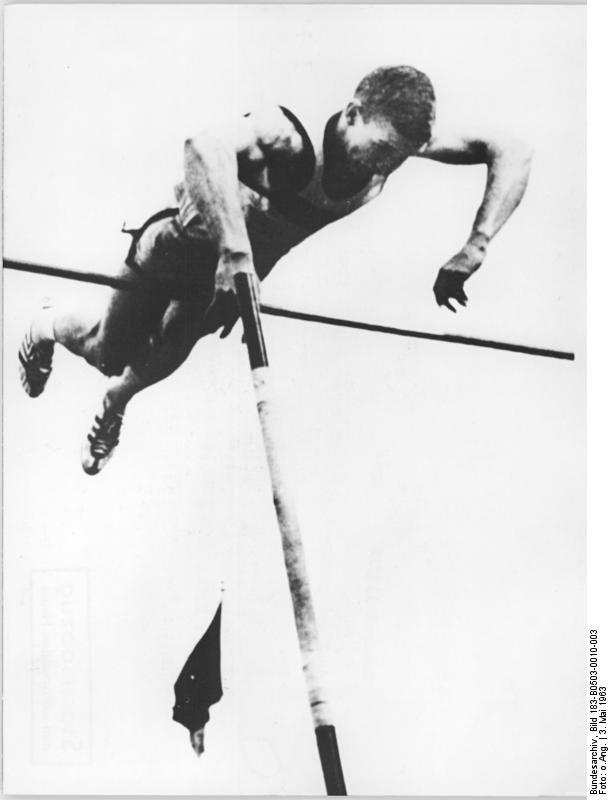
Brian Sternberg in actie tijdens zijn wereldrecordsprong over 5,00 m.

Brian Douglas Sternberg (Seattle, 21 juni 1943 - 23 mei 2013) was een Amerikaanse atleet, die zich had toegelegd op het polsstokhoogspringen. Hij werd eenmaal Amerikaans kampioen in deze discipline en was de eerste polsstokhoogspringen die de vijf metergrens overschreed door in 1963 het wereldrecord te verbeteren tot exact 5 m, om het kort daarna zelfs op 5,08 m te stellen. Vijf weken na dit laatste record kwam hij bij een trampolineoefening zo ongelukkig neer, dat er een breuk ontstond tussen zijn vierde en vijfde halswervel, waarbij hij een tetraplegie opliep, aan alle vier zijn ledematen verlamd raakte en waarbij zijn spraakvermogen ernstig werd aangetast. De eerste dagen na het ongeval was er bij de behandelende artsen twijfel of hij het zou overleven.

## Biografie

### Wereldrecords
Na zijn High schoolopleiding in Seattle in 1961 te hebben afgerond, ging Sternberg studeren aan de Universiteit van Washington. Voor deze universiteit veroverde hij in 1963 de NCAA-titel bij het polsstokhoogspringen. Hij bleek zich op dit terrein zo snel te hebben ontwikkeld, dat hij reeds op 27 april in Philadelphia het wereldrecord op 5 m wist te stellen om hiermee als eerste atleet ter wereld de vijf metergrens te overschrijden. Een maand later, op 25 mei in Modesto, kwam hij tot een hoogte van 5,05, maar dit record is nooit erkend. Enkele weken daarna, op 7 juni, kwam hij in Compton met 5,08 alweer hoger; dit record voldeed weer wel aan alle eisen.

### Verlamd door ongelukkige val
Veel plezier heeft Sternberg aan zijn goede prestaties niet beleefd. Niet alleen werd zijn wereldrecord twee maanden later alweer verbeterd door zijn landgenoot John Pennell, die er op 5 augustus in Londen 5,13 van maakte, zelf was hij inmiddels ernstig gewond geraakt. Tijdens een trainingssessie ter voorbereiding op een reis naar Rusland kwam hij bij een trampolinesprong op zijn nek terecht. Die sprong had hij eerder probleemloos honderden malen eerder uitgevoerd. Ditmaal liep hij echter een tetraplegie op, raakte hij aan al zijn ledematen verlamd en verloor hij gedeeltelijk zijn spraakvermogen. Hoewel de eerste dagen na het ongeval voor zijn leven werd gevreesd, overleefde Sternberg het ongeluk, maar was sindsdien veroordeeld tot een leven in een rolstoel.

### Operatie en einde
In 1996 onderging hij een operatie aan zijn ruggengraat, uitgevoerd door Dr. Harry Goldsmith in Duitsland. De operatie, bedoeld om zijn kwaliteit van leven te verbeteren, stelde Sternberg in staat om dieper en gemakkelijker adem te halen en duidelijker en harder te praten. Hij kon nu ook voor langere periodes rechtop blijven zitten, wat zijn algemeen welzijnsgevoel vergrootte.
 Voor een tetraplegie-patiënt overleefde Sternberg het ongeval ongewoon lang, wat werd toegeschreven aan zijn vroegere atletiektraining en zijn positieve instelling. Volgens zijn moeder in 2003 was hem indertijd voorspeld, dat hij nog een jaar of vijf te leven had. "Maar hij is een vechter."
In 2012 ontstonden er problemen met Sternbergs hart en longen. In 2013 kwam hij op 69-jarige leeftijd te overlijden.

## Titels
- Amerikaans kampioen polsstokhoogspringen - 1963
- NCAA-kampioen polsstokhoogspringen - 1963

## Persoonlijk record
| Onderdeel            | Prestatie      | Datum       | Plaats  |
| -------------------- | -------------- | ----------- | ------- |
| polsstokhoogspringen | 5,08 m (ex-WR) | 7 juni 1963 | Compton |

## Palmares

### polsstokhoogspringen
- 1963:  Amerikaanse kamp. – 4,98 m